# Globalni sistem pozicioniranja
Globalni sistem pozicioniranja ali sistem globalnega pozicioniranja (angleško Global Positioning System, kratica: GPS; Oborožene sile ZDA uporabljajo polno ime, NAVSTAR GPS – Navigational Satellite Timing and Ranging - Global Positioning System) je satelitski navigacijski sistem, ki se uporablja za določanje točne lege in časa kjerkoli na Zemlji ali v zemeljski tirnici. Njegovi sateliti na potovanju okrog Zemlje uporabljajo srednjo krožno tirnico. 
Sistem GPS je zasnovalo obrambno ministrstvo ZDA, ki ga upravlja. Njegov primarni uporabnik je ameriška vojska, ponuja pa tudi funkcionalnost za civilno rabo, zato ga lahko prosto uporablja vsakdo, ki ima ustrezen sprejemnik. Razdeljen je na tri odseke: vesoljskega, nadzornega in uporabniškega. Vesoljski odsek vključuje satelite GPS, nadzorni zemeljske postaje, ki skrbijo za nadzorovanje poti satelitov, usklajevanje njihovih atomskih ur in nalaganje podatkov, ki jih oddajajo sateliti. Uporabniški odsek sestavljajo civilni in vojaški GPS sprejemniki, ki razberejo časovne podatke iz večjega števila satelitov in nato izračunajo lego sprejemnikov s postopkom trilateracije. 
Sistem je zasnovan tako, da ga sestavlja najmanj 24 satelitov, ki zagotavljajo popolno pokritje vse površine Zemlje. Prvi poskusni satelit je bil izstreljen leta 1978, trenutno so v uporabi sateliti serij Block II in Block III, ki jih izdeluje podjetje Lockheed Martin. Glavni kontrolni center je v vesoljskem oporišču Schriever v Koloradu, dopolnjujejo ga samodejne opazovalne postaje na Havajih in atolu Kwajalein v Tihem oeanu, otoku Diego Garcia v Indijskem oceanu ter otoku Ascension v Atlantskem oceanu. Te beležijo tire satelitov in pošiljajo podatke v kontrolni center, ta pa v primeru odstopanj pošilja ukaze satelitom za premike z vgrajenimi potisniki. Cena vzdrževanja sistema je okrog 400 milijonov ameriških dolarjev letno. Vključuje tudi zamenjavo odsluženih satelitov.
Navstar je bil prvi sistem satelitske navigacije v uporabi, kasneje sta nastala še ruski GLONASS in evropski Galileo.

## Delovanje
Sistem sestavlja najmanj 24 satelitov v 6 ravninah tirnic. Vsak od njih Zemljo obkroži dvakrat dnevno na višini 20200 km in ima nameščeno atomsko uro. Satelit neprestano oddaja čas (po svoji uri) in podatke o tirnici gibanja, ki jih določajo zemeljske opazovalnice. 
Prvotna verzija GPS temelji na principu uporabe dveh nosilnih frekvenc v frekvenčnem pasu L. Prva frekvenca z oznako L1 je 1572,42 MHz, druga z oznako L2 pa 1227,60 MHz. Dve frekvenci sta uporabljeni za namen izračunavanja zakasnitve, ki jo povzroča ionosfera. Obe frekvenci sta modulirani z dvema različnima kodama:
- Koda C/A je psevdonaključno zaporedje dolžine 1,023 kb, ki se prenaša s hitrostjo 1,023 Mb/s. Vsakemu od satelitov sistema GPS je dodeljeno edinstveno zaporedje C/A kode, kar omogoča sprejem signalov več satelitov na isti frekvenci (kodni multipleks). C/A koda modulira nosilno frekvenco L1. Z uporabo kode C/A je možno doseči natančnost v rangu cca. 300 m. Civilni GPS sprejemniki po navadi delujejo le z uporabo C/A kode.
- Koda P je za razliko od kode C/A zelo dolga in se ponavlja enkrat tedensko. Ta koda modulira nosilni frekvenci L1 in L2, služi pa za povečanje natančnosti sistema. Koda P je pred postopkom modulacije šifrirana z uporabo W-kode, s čimer nastane P(Y) koda, ki jo lahko dešifrirajo samo avtorizirani uporabniki (oborožene sile ZDA).
- Navigacijsko sporočilo je namenjeno posredovanju podatkov o položaju posameznih satelitov in točnega časa ure na satelitih. Prenaša se na obeh nosilnih frekvencah L1 in L2 in je za civilno uporabom kjer se uporablja le frekvenca L1, praktično edini način, da sprejemnik izračuna približno zakasnitev zaradi vpliva ionosfere.

Za pridobitev podatkov o zemljepisni dolžini in širini, nadmorski višini ter točnem času potrebujemo signale štirih satelitov. Iz razlike med časom sprejema signala in časom njegove oddaje lahko določimo razdaljo med sprejemnikom in satelitom. Nato iz njihovih signalov in notranje baze podatkov ugotovimo mesta satelitov. Sprejemnik se torej nahaja na sferi, katere središče je satelit in katere polmer je določen z razdaljo, ki jo premagajo radijski signali v času od trenutka oddaje do trenutka sprejema signala. Ker sprejemnik hkrati sprejema signale iz več satelitov, je mogoče določiti lego sprejemnika na osnovi presečišča sfer s posameznih satelitov. Praviloma je za določitev lege v trirazsežnem prostoru dovolj poznavanje treh sfer, zato bi bilo tudi za določitev lege sprejemnika dovolj sprejemati signale s treh satelitov. Ta postopek zahteva veliko natančnost ure v sprejemniku. Praviloma bi morala biti tako točna kot ure v satelitih, kar praktično ni izvedljivo. Zahteve po točnosti ure v sprejemniku lahko zmanjšamo tako, da uporabimo časovni signal z dodatnega satelita, kar nam omogoča da merimo le razlike med časi sprejemov signalov s posameznih satelitov. Ker se pri tej metodi netočnost ure ne akumulira, je lahko ura v sprejemniku manj točna. V sprejemnikih se zato lahko uporabljajo kvarčne ure.
Točnost določitve lege se lahko še poveča z diferenčno metodo, ki temelji na uporabi signalov z dodatnih virov. Te signale lahko oddajajo oddajniki na geostacionarnih satelitih. V Evropi je tako poznan sistem EGNOS (European Geostationary Navigation Overlay Service) v ZDA pa WAAS (Wide Area Augmentation System). Pri delu geodetov se za uporabo diferenčne metode uporabljajo tudi oddajniki nameščeni na znani lokaciji v bližini sprejemnika. LAAS (Local Area Augmentation system). Slednji se bo v prihodnosti uporabljala za precizne prilete letal.

## Zgledi uporabe
- Osnovna funkcija GPS sprejemnika je prikaz točne lege (geografskih koordinat), na kateri je sprejemnik. Do leta 2000 so sateliti oddajali premaknjen čas in koordinate. Poleg teh osnovnih podatkov so oddajali še šifriran signal, ki je sporočal namenoma povzročeno napako. Ta signal so lahko dešifrirali samo sprejemniki Oboroženih sil ZDA (verjetno NATA). Civilni sprejemniki so kazali koordinate, ki so bile do 120 m napačne. Po letu 2000 pa teh motenj ne uporabljajo več in so koordinate natančne na 2m ali pa celo nekaj cm(lokacija je v krogu s polmerom 2 m/nekaj cm).
- Pot k določeni točki. V sprejemnik vnesemo koordinate cilja in sprejemnik prikaže v kateri smeri je cilj in koliko je oddaljen. Da najdemo pot do cilja potrebujemo tako še kompas. Smer se po izbiri prikaže kot azimut ali kot odstopanje od trenutne smeri gibanja.
- Vodenje po poti. V sprejemnik vnesemo koordinate več točk in jih med seboj povežemo. Ko dosežemo prvo točko začne sprejemnik prikazovati smer k naslednji točki in tako naprej.
- Povezava z zemljevidi.  Naprednejši sprejemniki imajo naložene zemljevide (predvsem avtocestne ali pomorske) in na zaslonu je prikazan trenutno aktualni izrez iz zemljevida, položaj in ostale zgoraj opisane informacije. Možna je tudi povezava s prenosnim računalnikom v katerem programska oprema omogoča prikaz in ovrednotenje lege na vektorskih ali skeniranih zemljevidih.
- Povezava z avtopilotom. Posebna strojna in programska oprema omogoča povezavo z avtopilotom (na primer na plovilu) in sprejemnik po vnešeni poti krmili avtopilota in s tem plovilo.
- Pogosto se uporablja signal iz sistema GPS tudi le za zelo točno določitev krajevnega časa.